# BMW 319
Der BMW 319 war ein kleiner Pkw, den BMW im Werk Eisenach von 1935 bis 1937 als stärker motorisierte Ausführung des 315 baute. Das entsprechende Sportmodell war der Roadster BMW 319/1. Ab 1936 gab es ein Sondermodell des 319 unter der Bezeichnung BMW 329.

## Geschichte

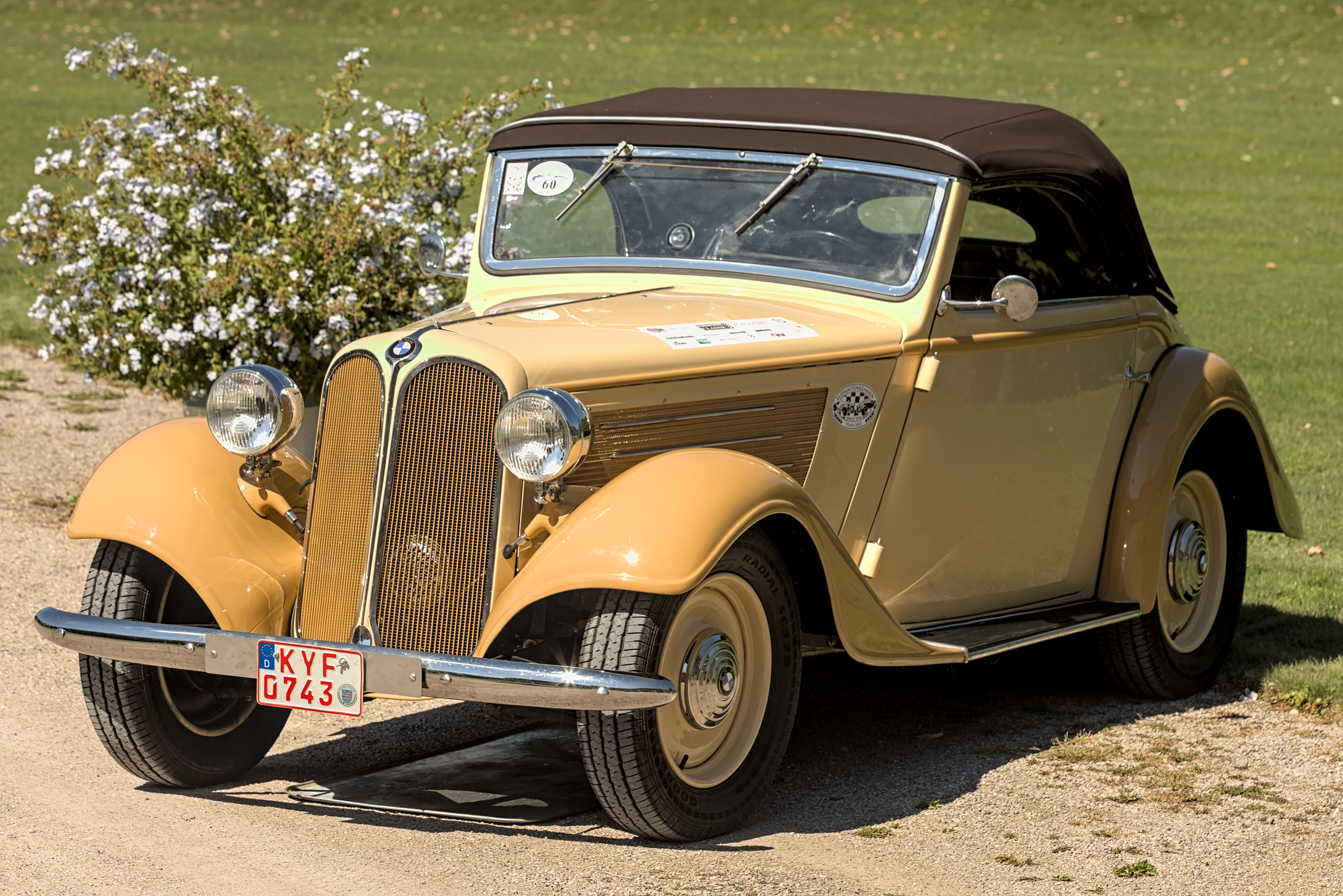
BMW 319 Sportcabriolet (1935)

In zwei Jahren entstanden 6.646 Stück. 1937 löste das Modell 320 den 319 ab.
| Produktionszahlen | Jahr | 1934 | 1935  | 1936  | 1937 | Summe |
| ----------------- | ---- | ---- | ----- | ----- | ---- | ----- |
| BMW 319           |      | 4    | 3.139 | 3.265 | 238  | 6.646 |

Die verfügbaren Karosserien entsprachen denen des kleineren 315, waren aber um RM 400,– teurer. Der Tourenwagen kostete RM 4500,–, die Limousine RM 4150,– und die Cabriolimousine RM 4350,–. Daneben gab es ein viersitziges Cabriolet zum Preis von RM 4800,– und ein zweisitziges Sportcabriolet für RM 5150,–.

## Technik
Nachdem im Vorjahr schon das Sportmodell 315/1 mit dem neuen 1,9 Liter großen 6-Zylinder-Reihenmotor ausgestattet worden war und dadurch zum 319/1 wurde, wurden 1935 auch die anderen Modelle mit diesem Motor angeboten. Der Reihensechszylinder hatte 1911 cm³ Hubraum und leistete 45 PS (33 kW) bei 3750 min−1 – 10 PS weniger als im Sportmodell. Das Hurth-Vierganggetriebe wurde beibehalten. Die Höchstgeschwindigkeit des Wagens lag bei 115 km/h.
Fahrwerk und Bremsen entsprachen dem 315, eine Querblattfeder für die Vorderachse und halbelliptische Längsblattfedern hinten. Alle vier Räder waren mit Trommelbremsen versehen, die mit Seilzug betätigt wurden.